# Поезд дружбы (Украина)
«Поезд дружбы» (укр. Потяг дружби) — политическая акция, организованная весной 1992 года украинской националистической организацией УНА-УНСО совместно со священниками Украинской автокефальной православной церкви и киевским хором «Гомон» (укр. Гомін).
Участники этой акции отправились на «поезде дружбы» в русскоязычные города юга Украины — Одессу, Херсон и Севастополь — для борьбы с сепаратистскими настроениями. «Поезд дружбы» был остановлен властями Крыма на подъезде к Севастополю, после чего участники акции на несколько часов заблокировали железнодорожное сообщение и в конце концов поезд попал в город. Участники акции провели молебен на месте гибели украинских моряков от рук большевиков. Российские войска заблокировали центральные улицы Севастополя, а сторонники отделения Крыма с российскими флагами попытались сорвать молебен. До стычек дело не дошло и после молебна участники акции погрузились на катера и уехали из Севастополя.
Бывший командующий Черноморским флотом адмирал Игорь Касатонов назвал эту акцию «наглядной и показательной», а поведение оппонентов — «дерзким». В 2014 году, во время Евромайдана, политик Игорь Мосийчук пообещал для борьбы с сепаратизмом отправить в Крым новый «поезд дружбы» из участников «Правого сектора», после чего данный образ был использован российской государственной пропагандой. 